# Henry Bayle
Pour les articles homonymes, voir Bayle.
Ne pas confondre avec Henri Beyle (vrai nom de Stendhal)
Henry Bayle, né le 30 novembre 1915 à Sainte-Adresse (Seine-Inférieure) et mort le 13 novembre 1991 dans le 16e arrondissement de Paris,, est un diplomate français.

## Biographie
Ancien élève de l’École normale supérieure, licencié  lettres, diplômé d’études supérieures, il fut finalement admis au concours d’entrée dans les carrières diplomatique et consulaire le 10 juillet 1943 (3e/6).
Fils d’Auguste Bayle, transitaire, et de Marguerite Bricka.
Marié à Nicoletta La Torre avec qui il eut quatre enfants : Christine, Pierre, François, Béatrice.
Remarié le 2 mars 1962 à Jutta Hansen.
En 1972 il est interpellé par la police cubaine qui l'interroge sur le SDCE. Bayle s'en plaindra au Quai d'Orsay estimant que les règles de la bienséance diplomatique n'ont pas été respectées. 

## Fonctions
- Premier secrétaire à La Haye, 1947
- En poste au Haut Commissariat de France en Allemagne, 1949-1955.
- Sous-directeur à l’administration centrale (Extrême-Orient), 1955-1958
- Conseiller à Rio de Janeiro, 1958-1960
- À l’administration centrale, 1960-1962
- Ambassadeur de France à la Trinité-et-Tobago, 1962,
- Ambassadeur de France à Cuba, 1966
- Ambassadeur de France au Pakistan, 1972-1976
- Ambassadeur en RDA, 1976-1981